# Söğüt
Söğüt là một huyện thuộc tỉnh Bilecik, Thổ Nhĩ Kỳ. Huyện có diện tích 530 km² và dân số thời điểm năm 2007 là 23186 người, mật độ 44 người/km².